# Khí hoá thuỷ nhiệt
Khí hoá thuỷ nhiệt là 1 quy trình hoá học mà trong đó nước siêu tới hạn được sử dụng làm chất khí hoá (thay vì oxi trong không khí như quy trình khí hoá thông thường). Chúng thường được coi là quy trình xanh (do nước tương đối dễ tìm và năng lượng đầu vào có thể dùng khí methane (sản phẩm từ chính quy trình trên).

## Nguyên liệu
Phế phẩm nông nghiệp (rơm, xác cây khô, lá khô,...) cho đến chất thải đô thị hay chất thải công nghiệp ( nước thải luyện cốc). Nói chung, nguyên liệu đầu vào bắt buộc phải có cacbon, mặc dù hydro và oxy cũng có thể hiện diện ở đó.

## Xúc tác
Nhìn chung, xúc tác cho phản ứng tương đối nhiều loại khác nhau và còn tuỳ vào nguyên liệu đầu vào mặc dù nhiều loại chất xúc tác có thể được dùng cùng 1 lúc. 
- Oxit, hydroxide hoặc carbonate của kim loại kiềm hoặc kiềm thổ ( Na; K; Ca )
- Kim loại quý ( Ru; Pt) mặc dù các kim loại khác như Pd; Re; Mo; Ni... cũng có thể được sử dụng
- Hydro peroxide nếu có nhiều hợp chất khó phân huỷ

## Quy trình
Đối với quy trình khí hoá thuỷ nhiệt, nhiều loại lò phản ứng khác nhau đã được phát triển nhưng loại lò phản ứng phổ biến nhất là lò phản ứng ống hút quay.
Trong quy trình này, chất xúc tác được trộn lẫn với nguyên liệu đầu vào (nếu ở dạng rắn thì được nghiền nhỏ) sau đó được luân chuyển liên tục. Nước siêu tới hạn được nạp vào cùng lúc và được chuyển đi đồng thời. Con quay(screw) được kết nối với hộp điều tốc và động cơ gắn bên ngoài.

## Sản phẩm
Sau khi quy trình hoàn thành, sản phẩm được tạo ra gồm 3 phần:
- Khí tổng hợp (chứa {\displaystyle {\ce {CO ; H2 ; CH4 ; CO2}}})
- Dầu (có thể nếu thiếu nước hoặc nhiệt độ/áp suất không đủ)
- Tro ( kim loại có sẵn trong nguyên liệu và / hoặc chất xúc tác sau quy trình

## Đánh giá
Đây là 1 quy trình tiên tiến và sạch do nước siêu tới hạn rất dễ tìm và năng lượng đầu vào có thể được cấp từ chính sản phẩm vừa tạo ra. Ngoài ra, chúng không tạo ra các sản phẩm phụ nguy hại. 